# Ulániv
Ulániv (ucraniano: Ула́нів) es un municipio rural y pueblo de Ucrania perteneciente al raión de Jmílnyk de la óblast de Vínnytsia.
En 2020, el municipio tenía una población de 15 925 habitantes, de los cuales algo menos de tres mil vivían en el propio pueblo y el resto repartidos en 35 localidades rurales constituidas como pedanías.
Se ubica unos 20 km al noreste de la capital distrital Jmílnyk, sobre la carretera R31 que lleva a Berdýchiv. Por el pueblo fluye el río Snývoda.

## Historia
Se conoce la existencia del pueblo en documentos desde el siglo XV, y era una localidad fortificada para defender al Gran Ducado de Lituania de los ataques de los tártaros. Tras quedar devastada la fortificación en un ataque, en 1552 Segismundo II Augusto Jagellón cedió el señorío de Ulániv a cuatro hermanos nobles macedonios, para que establecieran una ciudad a la que se otorgó el Derecho de Magdeburgo, con un mercado semanal y dos ferias anuales. En la década siguiente, la ciudad fortificada pasó a pertenecer a la familia noble polaca Sieniawski. En poco tiempo, los tártaros volvieron a destruir la ciudad, por lo que en 1606 Segismundo III Vasa le volvió a otorgar el Derecho de Magdeburgo, encargando su reconstrucción a la familia noble silesia Prittwitz. En los siglos siguientes perteneció a diversas familias nobles.
Cayó en decadencia a partir del siglo XIX, perdiendo con el tiempo el estatus de ciudad. Su castillo acabó demoliéndose en 1854, y con sus restos se construyó en 1864 una fábrica de azúcar. Sin embargo, a finales del siglo XIX seguía conservando sus derechos de mercado, con diez ferias anuales. La RSS de Ucrania le dio el estatus de capital de raión en 1923, pero no le sirvió para recuperar su antigua importancia, ya que casi la mitad de sus habitantes eran judíos: en 1942, los invasores alemanes asesinaron a más de novecientos judíos en Ulániv, dejando el pueblo casi destruido en los ataques. En 1962 perdió el estatus de capital distrital, al integrarse en el raión de Jmílnyk.